# Þorkell máni Þorsteinsson
Þorkell máni Þorsteinsson (Thorkel Thorsteinsson, 918-985) fue segundo Allsherjargoði y lagman del Althing (asamblea de hombres libres) de Islandia desde aproximadamente el año 945 hasta 984. Þorkell era hijo del primer Allsherjargoði de la historia de la isla Þorsteinn Ingólfsson y nieto de uno de los primeros legendarios colonos vikingos de la isla Ingólfur Arnarson. Las sagas demuestran que mantuvo la dignidad de la posición de Allsherjargoði, pero tras su muerte su clan familiar comenzó a sumirse en la oscuridad.